# Erik Grandelius
Erik Grandelius, född 28 september 2001, är en svensk fotbollsspelare som spelar för Åtvidabergs FF. Han är son till Joakim Grandelius, före detta allsvensk fotbollsspelare.

## Karriär
Grandelius moderklubb är Degerfors IF. I maj 2018 flyttades Grandelius upp i A-laget, där han skrev på ett kontrakt fram över säsongen 2020. Grandelius gjorde sin tävlingsdebut den 23 augusti 2018 mot Enskede IK i Svenska cupen, en match som Degerfors vann med 2–1 efter förlängning och där Grandelius gjorde sitt första mål. Den 26 augusti 2018 gjorde Grandelius sin Superettan-debut i en 4–1-förlust mot Falkenbergs FF, där han blev inbytt i den 77:e minuten mot Erik Björndahl.
I augusti 2019 lånades Grandelius ut till division 3-klubben Nora BK. I september 2020 lånades han ut till Ettan-klubben Örebro Syrianska. I januari 2021 förlängde Grandelius sitt kontrakt i Degerfors IF med två år. I februari 2021 lånades han ut till Åtvidabergs FF.
I januari 2023 skrev Grandelius på ett ettårskontrakt med FC Trollhättan. I juli 2023 återvände han till Åtvidabergs FF. Grandelius råkade ut för en korsbandsskada under hösten 2023 men förlängde sitt kontrakt i Åtvidaberg med två år i januari 2024.